# Леонова, Алёна Игоревна
Алёна Игоревна Леонова (род. 23 ноября 1990, Ленинград) — российская фигуристка, выступавшая в одиночном катании. Серебряный призёр чемпионата мира (2012), бронзовый призёр финала Гран-при (2011), участница Олимпийских игр (2010), чемпионка мира среди юниоров (2009), победительница Универсиады (2015) и Кубка России (2013, 2016).
Дважды становилась серебряным призёром чемпионата России (2010, 2011). Являлась рекордсменкой среди одиночниц по числу участий в чемпионатах России подряд — 13 раз (2007—2019). Мастер спорта международного класса. По состоянию на апрель 2012 года занимала четвёртое место в рейтинге Международного союза конькобежцев.

## Карьера
Алёна Леонова начала заниматься фигурным катанием в четыре года у Марины Вахрамеевой в Санкт-Петербурге. Позднее перешла тренироваться к Алле Пятовой.
В сезоне 2008/2009 Алёна выступала на двух этапах взрослой серии Гран-при: Cup of China и Cup of Russia, где стала 7-й и 5-й, соответственно. На чемпионате России заняла только пятое место, однако в связи с тем, что занявшие 1 и 2 места Аделина Сотникова и Елизавета Туктамышева по возрасту не имели ещё права участвовать в международных соревнованиях, а также благодаря решению тренерского совета Федерации фигурного катания Алёна была включена в сборную команду для поездки на чемпионат Европы 2009 (от России две участницы) «в обход» занявшей четвёртое место Нины Петушковой.
На чемпионате Европы после исполнения короткой программы Леонова была лишь 11-й. Однако благодаря практически безошибочному прокату произвольной программы и в меньшей степени ошибкам соперниц она стала четвёртой, что является хорошим результатом для дебюта. Причём в произвольной программе Алёна получила «за технику» наибольшую сумму среди всех участниц — 53.95, выиграв по этой оценке у Лауры Леписто, Каролины Костнер и Сюсанны Пёйкиё, обогнавших её в итоге. В совокупности с шестым местом другой выступавшей россиянки Катарины Гербольдт результат Леоновой вернул России квоту в три места в женском одиночном катании на чемпионат Европы 2010 года.
Первоначально у Алёны на февраль 2009 года было запланировано выступление на Универсиаде, она входила в сборную команду. Однако после удачного выступления на чемпионате Европы решением Федерации фигурного катания Алёна была направлена на чемпионат мира среди юниоров 2009 года в Болгарию. В Софии Леонова была третьей после короткой программы, следом за грузинской фигуристкой Элене Гедеванишвили (1-е место) и американкой Эшли Вагнер (2-е), причём от второго места Алёну отделяла не очень большая разница в 2 балла. Считавшаяся одной из фавориток, другая американка, Кэролайн Чжан оказалась на очень низком для себя 10-м месте. В произвольной программе Чжан выступила очень хорошо — заняла первое место, Гедеванишвили ошибалась и опустилась на 11-е, а Эшли Вагнер упала при исполнении программы и проиграла Алёне, которая выступила отлично и улучшила свой лучший персональный результат (PB) почти на 3 балла, 5.61 балла. Таким образом Леонова, заняв в короткой программе 3-е место, а в произвольной 2-е, по сумме баллов оказалась чемпионкой мира среди юниоров. Так как Алёна показала наиболее стабильные высокие результаты из российских девушек, она была направлена и на «взрослый» чемпионат мира 2009 года, где у России было право выставить только одну спортсменку. В Лос-Анджелесе Леонова снова стала 11-й в короткой программе, а затем блестяще откатала произвольную и была 6-й. По сумме баллов став на этом чемпионате мира 7-й, а это очень хороший результат для дебютантки. Своим результатом Алёна Леонова вернула России право выставить на чемпионат мира 2010 года уже двух одиночниц, и завоевала для страны две путёвки на Олимпийские игры 2010. В конце сезона Алена выступила в составе сборной России на командном чемпионате мира, где стала шестой, среди двенадцати участниц.
Первым в карьере Леоновой выигранным «взрослым» международным турниром стал «Finlandia Trophy 2009», где она опередила чемпионку Европы 2009 года Лауру Лепистё более чем на 7 баллов. Затем блестяще выступила на этапах Гран-при, заняв призовые места (3-е на «Rostelecom cup» и 2-е на «NHK Trophy»), и отобралась в финал, где была единственной представительницей Европы и первой российской одиночницей в финале Гран-при с 2005 года. В финале Алёна заняла 6-е, последнее, место, но после исполнения короткой программы была третья.
На зимних Олимпийских играх 2010 Леонова чисто откатала короткую программу и получила за неё лучшие оценки в карьере. В произвольной программе она допустила ряд помарок (преимущественно на приземлениях с прыжков), но тем не менее, обошлась без грубых ошибок, получила от судей неплохие баллы и по сумме двух программ стала 9-й. Последовавший чемпионат мира стал менее удачным для спортсменки — лишь 13-е место (на прошлом чемпионате она была 7-й), что было обусловлено её физическим состоянием, она не успела восстановиться после болезни.
На домашнем чемпионате мира 2011 Алёна практически безошибочно выполнила обе программы и заняла в итоге 4-е место, при этом от бронзовой медали спортсменку отделили 0.76 балла. Спустя несколько дней после окончания чемпионата спортсменка объявила, что к сезону 2011/2012 она будет готовиться под руководством Николая Морозова.
На чемпионате мира 2012 в Ницце впервые в своей карьере завоевала медаль мирового первенства, став серебряным призёром. При этом, после исполнения короткой программы Алёна лидировала, получив максимальные в своей карьере оценки как за техническую часть, так и по компонентам программы. Серебряная медаль Леоновой стала первой с 2005 года медалью чемпионатов мира для российского женского одиночного катания после ухода в 2006 году из спорта Ирины Слуцкой.
Сезон 2012/2013 сложился для Леоновой неудачно: она заняла 7 место на «Skate America» и 6 место на этапе Гран-при в России, в итоге не попав в финал серии Гран-при, который проходил в Сочи. На чемпионате России 2013 Алёна заняла лишь 7-е место, тем самым лишив себя возможности отобраться на чемпионат Европы.В феврале 2013 года Алёна заняла 1-е место в финале Кубка России по фигурному катанию и была включена в состав сборной России на чемпионат мира в канадском Лондоне, где заняла 13 место.
Из-за травм сезон 2013/2014 Алёна начала только в ноябре с этапа Гран-при в Японии. Выбрав для своей короткой программы свой позапрошлогодний саундтрек к фильму «Пираты Карибского моря» Леонова заняла лишь седьмое место и заявила о необходимости создания новой программы и доработки прыжковых каскадов. На чемпионате России Алёна заняла 5 место, но несмотря на это была включена в состав сборной на чемпионат Европы 2014 года,где заняла 4 место, повторив свой результат 2009 года.
После олимпийский сезон она начала в конце сентября. Она стартовала на турнире в Германии, где лидировала после короткой программы, но в итоге заняла второе место. Она удачно выступила на втором этапе Гран-при в Канаде в короткой программе, где занимала третье место. Но откатала неудачно произвольную программу и замкнула шестёрку в итоге. На заключительном этапе Гран-при в Японии Леонова заняла второе место в короткой программе, а затем, совершив ряд ошибок в произвольной программе, тем не менее сохранила общее второе место. Неудача её постигла на турнире в Граце где она финишировала рядом с подиумом. На чемпионате России 2015 года она была самой возрастной одиночницей и финишировала на седьмом месте.
Новый сезон 2015-2016 Алёна открыла вновь в Германии в сентябре на турнире Небельхорн, где как и год назад была второй. Через три недели она заняла в октябре 2015 года на Кубке Ниццы второе место. При этом улучшила своё достижение в короткой программе. В конце октября спортсменка неудачно выступала на этапе серии Гран-при Skate Canada; где она заняла восьмое место. Также восьмой она оказалась и на заключительном этапе Гран-при в Нагано. На чемпионате России заняла только 9-е место.
Новый предолимпийский сезон Алёна начала в Братиславе на Мемориале Непелы. Её выступление было признано не совсем удачным, она не сумела пробиться в пятёрку. Следующий старт состоялся в Ницце на Кубке города в октябре 2016 года, где она заняла четвёртое место. В середине ноября россиянка выступала на этапе Гран-при в Париже, где на турнире Trophée de France финишировала последней. В начале декабря Леонова выступала в Хорватии на турнире Золотой конёк Загреба, где она удачно выступила и заняла третье место, при этом она улучшила свои прежние достижения в сумме и произвольной программе. В конце декабря в Челябинске  на чемпионате России она заняла тринадцатое место. В начале февраля 2017 года российская одиночница выступала в Алма-Ате на зимней Универсиаде, на соревнованиях она выступила не совсем уверенно и заняла пятое место.
Новый олимпийский сезон российская фигуристка начала в Братиславе, где на турнире Мемориал Ондрея Непелы, она финишировала в пятёрке. В начале октября она выступала в Эспоо, на Трофее Финляндии, где финишировала в шестёрке. Через полтора месяца стартовала в японском этапе серии Гран-при, где финишировала в середине турнирной таблицы. Ей удалось незначительно улучшить своё прежнее достижение в произвольной программе. В конце ноября на американском этапе в Лейк-Плэсиде она финишировала в середине турнирной таблицы. На национальном чемпионате в середине декабря в Санкт-Петербурге Алёна закончила в середине второй десятки. В конце февраля 2018 года на финале Кубка России фигуристка финишировала в конце десятки.
С 2019 года не выходила на соревновательный лёд. Занималась постановками программ, а позже набрала группу начальной подготовки и работала с маленькими детьми. В 2021 году объявила о завершении карьеры фигуристки.

## Личная жизнь
В 2019 году вышла замуж за фигуриста Антона Шулепова. 18 февраля 2022 года у пары родился сын, которого назвали Артемий. В апреле 2023 года Алёна и Антон развелись, сохранив дружеские отношения.

## Программы
| Сезоны    | Короткая программа | Произвольная программа | Показательные                                    |
| --------- | --- | --- | ------------------------------------------------ |

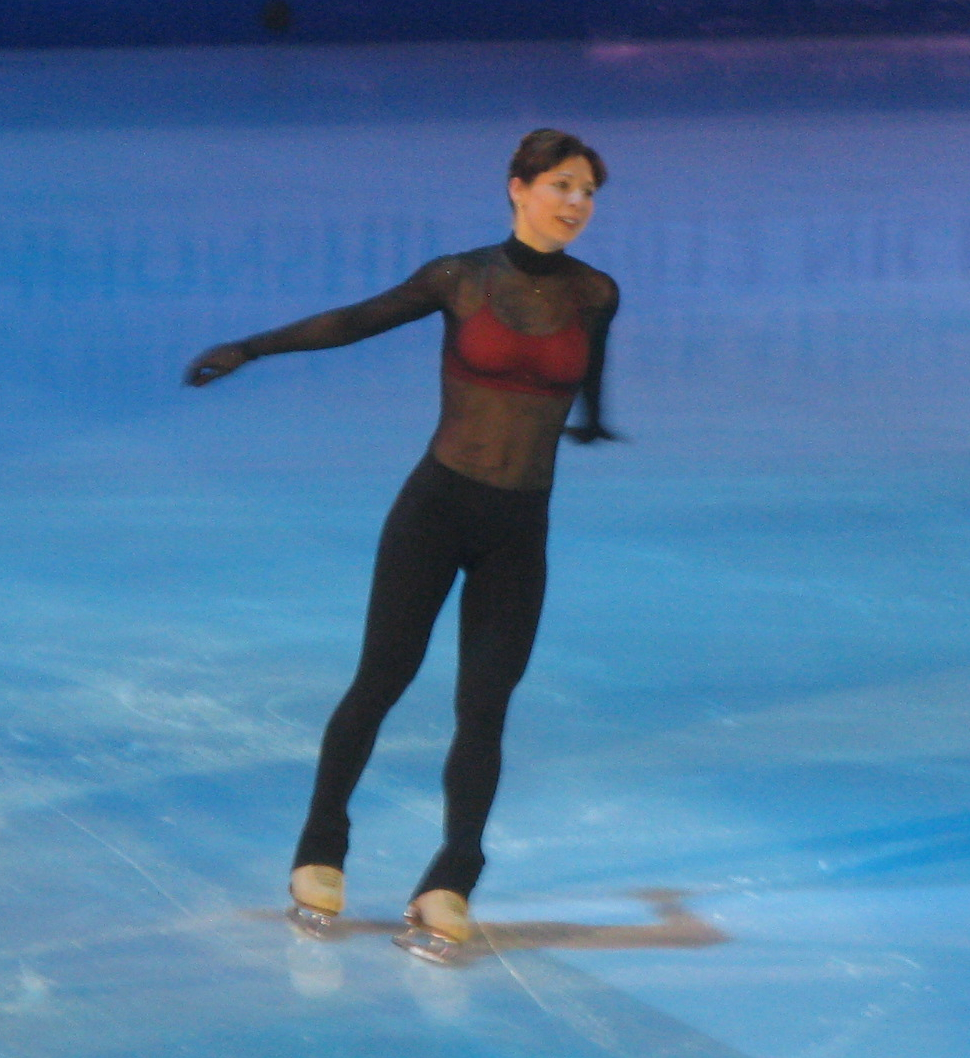
Алёна Леонова, 2012 год.

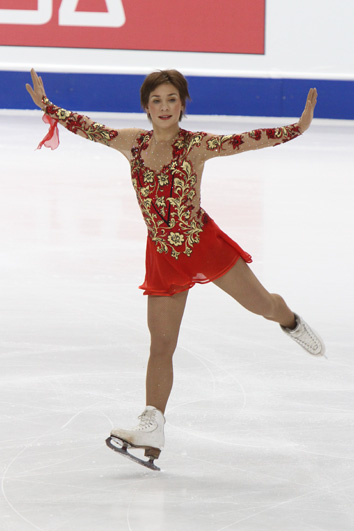
Алёна Леонова в программе «Барыня», 2010 год.

| 2018—2019 | - «Separation (Nocturne)» Михаил Глинка | - «My Family is My Life...» The Train (из фильма «Легенда Зорро») Джеймс Хорнер |                                                  |
| 2017—2018 | - «Bla Bla Bla Cha Cha Cha Petty Booka | - «Tune Maari Entriyaan (Bollywood Selection)» |                                                  |
| 2016—2017 | - «It's Oh So Quiet Бьорк | - «Времена года» Антонио Вивальди |                                                  |
| 2015—2016 | - «Smile» Нэт Кинг Коул - «Overture - Unveiling the Statue» (из фильма «Огни большого города») Карл Дэвис - «Terry's Theme» (из фильма «Огни рампы») Чарли Чаплин хореограф Ольга Глинка | - «Summertime» в исполнении Кармен Макрей - «Jailhouse Rock» Элвис Пресли - «In Other Words» в исполнении Эйприл Стивенс - «Sing, Sing, Sing (With a Swing)» Бенни Гудмен в исполнении Сёстры Эндрюс хореограф Ольга Киннард и Майкл Зайберт | - «Hurt» Кристина Агилера                        |
| 2014—2015 | - «Smile» Нэт Кинг Коул - «Overture - Unveiling the Statue» (из фильма «Огни большого города») Карл Дэвис - «Terry's Theme» (из фильма «Огни рампы») Чарли Чаплин                        | - «Asi se baila el Tango» (из фильма «Держи ритм») - «Otono Porteno» Ensemble Nuevo Tango | - «Tanguera» Астор Пьяццолла                     |
| 2013—2014 | - «Барыня» - «Калинка» - «Oblivion» Астор Пьяццолла - «Assassin's Tango» (из фильма «Мистер и миссис Смит») Джон Пауэлл                                                                  | - «Кармен» Родион Щедрин, Жорж Бизе |                                                  |
| 2012—2013 | - Саундтрек к фильму «Миллионер из трущоб» А. Р. Рахман Индийский хип-хоп | - «Adagio for Strings» Samuel Barber - «Requiem for a Tower» (из фильма «Реквием по мечте») Клинт Мэнселл в исполнении Escala - «Poeta en la mare» Висенте Амиго                                                                             |                                                  |
| 2011—2012 | - «Sirens» из мультфильма «Синдбад: Легенда семи морей» Гарри Грегсон-Уильямс - «Пираты карибского моря» Клаус Бадельт, Ханс Циммер                                                      | - «Аdagio for Strings» Сэмюэл Барбер в исполнении Escala - «Requiem for a Tower» (из фильма «Реквием по мечте») Клинт Мэнселл в исполнении Escala quartet                                                                                    | - «Your Heart Is As Black As Night» Мелоди Гардо |
| 2010—2011 | - «Шинель» из Гоголь-сюиты Альфред Шнитке, Музыка из фильма «Дорога» Нино Рота хореограф Паскуале Камерленго                                                                             | - Саундтрек к фильму «Иствикские ведьмы» Джон Уильямс хореограф Ольга Воложинская | - «Барыня»                                       |
| 2009—2010 | - «Барыня» и «Ах вы сени, мои сени» русские народные песни хореограф Татьяна Тарасова | - Музыка из мюзикла «Чикаго» Джон Кандер хореограф Ольга Воложинская | - «Pussycat»                                     |
| 2008—2009 | - «Al Andaluz» Маноло Карраско | - «La Leyenda del Beso» Рауль ди Бласио | - «Ella, elle l’a» Кейт Райан                    |
| 2007—2008 | - «Beethoven Last Night» Trans-Siberian Orchestra | - «La Leyenda del Beso» Рауль ди Бласио |                                                  |
| 2006—2007 | - «Еврейский танец» | - «Scorchio» Тончи Хулич в исполнении группы «Bond» |                                                  |

## Результаты
| Соревнования                | 06/07         | 07/08         | 08/09         | 09/10         | 10/11         | 11/12         | 12/13         | 13/14         | 14/15         | 15/16         | 16/17         | 17/18         | 18/19         |
| Международные               | Международные | Международные | Международные | Международные | Международные | Международные | Международные | Международные | Международные | Международные | Международные | Международные | Международные |
| --------------------------- | ------------- | ------------- | ------------- | ------------- | ------------- | ------------- | ------------- | ------------- | ------------- | ------------- | ------------- | ------------- | ------------- |
| Олимпийские игры            |               |               |               | 9             |               |               |               |               |               |               |               |               |               |
| Чемпионат мира              |               |               | 7             | 13            | 4             | 2             | 13            |               |               |               |               |               |               |
| Чемпионат Европы            |               |               | 4             | 7             | 5             | 7             |               | 4             |               |               |               |               |               |
| Финал Гран-при              |               |               |               | 6             |               | 3             |               |               |               |               |               |               |               |
| Гран-при Японии             |               |               |               | 2             |               | 3             |               | 7             | 2             | 8             |               | 6             | 7             |
| Гран-при США                |               |               |               |               |               |               | 7             |               |               |               |               | 7             |               |
| Гран-при Франции            |               |               |               |               |               |               |               |               |               |               | 12            |               |               |
| Гран-при Канады             |               |               |               |               |               | 4             |               |               | 6             | 8             |               |               |               |
| Гран-при Китая              |               |               | 7             |               | 3             |               |               |               |               |               |               |               |               |
| Гран-при России             |               |               | 5             | 3             | 9             | 2             | 6             |               |               |               |               |               |               |
| Мемориал Непелы             |               |               |               |               |               |               |               |               |               |               | 6             | 5             |               |
| Золотой конёк               |               |               |               |               |               |               |               |               |               | 4             | 3             |               |               |
| Merano Cup                  |               |               |               |               |               |               |               |               |               | 1             |               |               |               |
| Nebelhorn Trophy            |               |               |               |               |               |               |               |               | 2             | 2             |               |               |               |
| Ice Challenge               |               |               |               |               |               |               |               |               | 4             |               |               |               |               |
| Универсиада                 |               |               |               |               |               |               |               |               | 1             |               | 5             |               |               |
| Japan Open                  |               |               |               |               |               | 2             | 3             |               |               |               |               |               |               |
| Finlandia Trophy            |               |               |               | 1             |               | 3             |               |               |               |               |               | 5             |               |
| World Team Trophy           |               |               | 5             |               |               | 5             |               |               |               |               |               |               |               |
| Кубок Ниццы                 |               |               | 2             |               | 1             |               |               |               |               | 2             | 4             |               |               |
| Соревнования                | 06/07         | 07/08         | 08/09         | 09/10         | 10/11         | 11/12         | 12/13         | 13/14         | 14/15         | 15/16         | 16/17         | 17/18         | 18/19         |
| Международные среди юниоров |               |               |               |               |               |               |               |               |               |               |               |               |               |
| Чемпионат мира              | 12            | 6             | 1             |               |               |               |               |               |               |               |               |               |               |
| Гран-при Хорватии           |               | 5             |               |               |               |               |               |               |               |               |               |               |               |
| Гран-при Румынии            |               | 2             |               |               |               |               |               |               |               |               |               |               |               |
| Кубок Ниццы                 | 1             | 1             |               |               |               |               |               |               |               |               |               |               |               |
| Национальные                |               |               |               |               |               |               |               |               |               |               |               |               |               |
| Чемпионат России            | 7             | 7             | 5             | 2             | 2             | 3             | 7             | 5             | 7             | 9             | 13            | 15            | 12            |
| Финал Кубка России          |               |               |               |               | 4             |               | 1             |               | 3             | 1             | 5             | 8             | 12            |
| Первенство России           | 2             | 2             |               |               |               |               |               |               |               |               |               |               |               |